# Bulletin de la Société botanique de France
Bulletin de la Société botanique de France (w piśmiennictwie naukowym cytowane jako Bull. Soc. bot. Fr. lub Bull. Soc. Bot. France) – czasopismo naukowe  wydawane przez Francuskie Towarzystwo Botaniczne (Société botanigue de France) i Centre national de la recherche scientifique. Wychodziło w Paryżu w latach 1854–1923. Jego następcami są kolejno czasopisma Bulletin de la Société botanique de France. Lettres botaniques, Actualités botaniques i Bulletin de la Société de France. Lettres botaniques. Publikowane w nim są artykuły z różnych dziedzin botaniki i mykologii. Czasopismo jest kwartalnikiem.
Wszystkie numery czasopisma do których wygasły prawa autorskie zostały zdigitalizowane i są dostępne w internecie formie plików pdf, ocr, jp2 i all. Opracowano 5 istniejących w internecie skorowidzów umożliwiających odszukanie artykułu:
- Title – na podstawie tytułu
- Author – na podstawie nazwiska autora
- Date – według daty
- Collection – według grupy zagadnień
- Contributor – według instytucji współpracujących

Istnieje też skorowidz alfabetyczny obejmujący wszystkie te grupy zagadnień.